# Monique Evans
Monique Rezende Nery da Fonseca, mais conhecida como Monique Evans (Rio de Janeiro, 5 de julho de 1956), é uma apresentadora, personalidade de televisão e ex-modelo brasileira.

## Carreira
Monique começou modelando aos 14 anos, a partir dos 18 já era famosa e com o tempo se tornou uma das principais modelos do Brasil. Foi capa de mais de 50 revistas especializadas em diferentes assuntos, entre elas as jovens Carícia (Revista), Geração Pop e Capricho. Também foi top model da grife Dijon de Humberto Saade onde substituiu Luiza Brunet e antecedeu Vanessa de Oliveira. Posou nua para as revistas Ele Ela (1984, 1985 e 1987), Playboy (1985, 1986 e 1993) e  Sexy (1996).
O grande destaque como modelo culminou em outras propostas artísticas, como participações em telenovelas e diversos programas de televisão, principalmente o Cassino do Chacrinha, o Chico Anysio Show e algumas campanhas no estilo USA for Africa, entre elas a Viver Outra Vez em 1987, que era contra a AIDS e foi reproduzida no programa Fantástico da Rede Globo. De autoria de Osmir Neto, foi feita ao lado de artistas como Guilherme Arantes, Tim Maia, Erasmo Carlos, Sylvinho Blau-Blau, Emílio Santiago, Adriana, Elza Soares, entre outros. Em 1991 atuou na minissérie O Guarani na extinta Rede Manchete como a índia Truíra.
Em 1998, virou apresentadora do canal de vendas TV Shoptime, anunciando produtos eróticos no De Noite na Cama. Com seu humor debochado e a forma natural com que apresentava os produtos, alcançava bons índices de audiência. Também foi quando começou a falar os bordões "Treis de deix" e "Vem com a Tchitchia".
Em 2000, assinou com a RedeTV! e começou a apresentar o TV Fama ao lado de Paulo Bonfá. Também fazia reportagens para o programa.
Em 27 de junho de 2001, estreou na mesma emissora o programa diário Noite Afora enquanto continuava fazendo reportagens para o TV Fama. Ficou no ar por quase três anos e chegava a dar dois dígitos no ibope. Ela anunciou publicamente que iria deixar o programa em 7 de março de 2004, quando seu contrato com a emissora já estava para acabar no mês seguinte.
Após sair da RedeTV! em 2004, ganhou um quadro no Domingo Legal do SBT, que se chamava "Bate Coração". Ela tentava reconciliar casais que brigaram e gravava numa van toda decorada como uma casa, entrando ao vivo nos domingos com o apresentador Gugu Liberato. O quadro chegou a dar 15 pontos no ibope.
Em maio de 2005, deixou o SBT e voltou para a RedeTV! para fazer reportagens externas e apresentar o programa A Casa é Sua.
Em 2006, voltou para o TV Fama como repórter, fazendo entrevistas divertidas com vários famosos. Em 27 de setembro, também estreou o quadro "Titia na Labuta" para viver na pele as dificuldades de diversas profissões, como padeiro, frentista, lixeiro e jardineiro. Deixou de fazer reportagens para o programa em março de 2010. Em 11 de junho de 2010, estreou o quadro "Eu Te Amo" no Manhã Maior, ajudando casais.

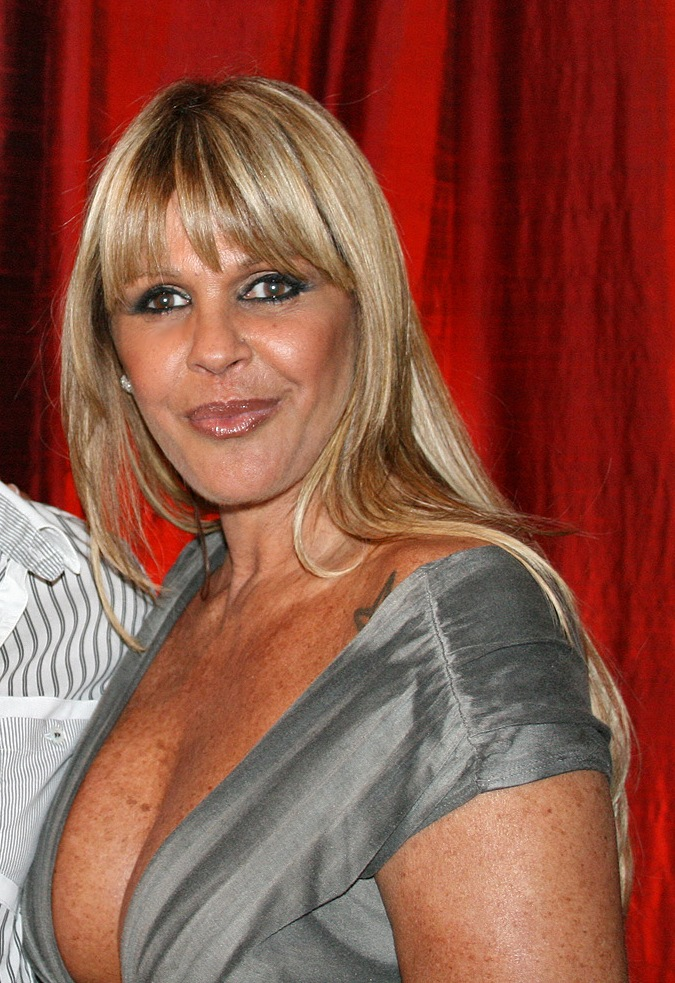
Evans em 2008

Em 28 de setembro de 2010, foi revelada como uma concorrente da terceira temporada do reality show A Fazenda. A "peoa" protagonizou discussões, momentos engraçados e crises de autocomiseração, sendo a primeira eliminada após dez dias de confinamento e em dia de liderança do show no ibope. Na estreia da temporada seguinte exibida em 2011, a produção inovou e deixou a última vaga para ser disputada entre as "eliminadas na primeira semana das temporadas anteriores", Monique foi a mais votada após concorrer com Franciely Freduzeski e Ana Paula Oliveira e entrou para a competição de A Fazenda 4. Ela superou sete roças (contando com a do retorno) e ao longo do programa se consagrou favorita junto com a colega Joana Machado, porém na reta final perdeu força do público mostrando-se depressiva e pessimista várias vezes. Chegou à final e foi vice-campeã perdendo por uma diferença de 4% dos votos para Joana. Monique ganhou um carro como prêmio.
Em 27 de maio de 2012, estreou o quadro "Despedida de Casado" dentro do programa Sexo a 3, onde organizava uma festa para alguém que tinha acabado de passar por uma separação. Sexo a 3 ficou no ar aos domingos durante três meses.
Em 4 de agosto de 2013, o programa O Melhor do Brasil estreou o quadro "Monique Quer Namorar", onde o apresentador Rodrigo Faro ajudava Monique a arrumar um namorado.  Em outubro, a produção suspendeu temporariamente o quadro após serem informados de que Monique ficaria internada em uma clínica psiquiátrica para tratar de depressão. Em novembro, foi divulgado que o quadro foi oficialmente cancelado.
Em maio de 2015, foi anunciado que Monique iria ser apresentadora em um novo canal por assinatura chamado E+ TV. Ela seria dirigida por Marlene Matos em uma atração parecida com o Noite Afora: sobre sexo, badalação e assuntos bem variados para um público mais maduro e boêmio. Pouco tempo depois, o canal saiu do ar e o programa não estreou.

## Vida pessoal

### Família e relacionamentos
Seus pais se chamam Maria da Conceição Rezende Nery da Fonseca e Leo Victor Nery da Fonseca. É irmã do ex-modelo internacional e empresário Marcus Fonseca, mais conhecido como Marcus Panthera, um dos proprietários da agência de modelos Mega Model.
Aos dezenove anos casou-se com o empresário americano Oswald Evans, ficando viúva em 1977 após ele ser vítima de um assalto. Monique continuou utilizando de forma artística o sobrenome do falecido porque já estava fazendo sucesso e acreditou que se retirasse iria atrapalhar sua carreira.
Em 1978, casou-se com o modelo Pedrinho Aguinaga, com quem teve um filho, Armando Rezende Aguinaga, nascido em 18 de junho de 1978, de parto normal, no Rio de Janeiro. Em 19 de maio de 1989 casou-se com o empresário José Clark, com quem namorava desde 1987. Em 22 de maio de 1991, de parto normal, no Rio de Janeiro, nasceu sua filha Bárbara Rezende Clark, que foi um dos primeiros bebê de proveta do Brasil, visto que Monique não estava conseguindo engravidar, precisando realizar diversos tratamentos hormonais, incluindo inseminação artificial, o que deu certo. Monique tem quatro netos, a filha adotiva de Armando, Valentina (n. 2009), e os três filhos de Bárbara, Ayla (n.2021), e os gêmeos Álvaro e Antônio (n. 2023).

Figuram em suas conquistas românticas entre as décadas de 70 e 80: O namoro com o empresário Antenor Mayrink Veiga, o envolvimento amoroso com o ator Rômulo Arantes, o noivado com o francês Anique (que a chamava de Monicá), e relações amorosas com os cantores Lobão e Leo Jaime.
Em 28 de julho de 2003, se casou pela quarta vez, com o empresário Guga Sander. Eles eram namorados desde 2001. Divorciou-se de Guga em agosto de 2006.
Em fevereiro de 2015, após outros relacionamentos, assumiu sua bissexualidade à imprensa, ao divulgar na mídia seu namoro com a DJ Cacá Werneck. Elas se conheceram em 2014 na clínica psiquiátrica onde Monique se internou para tratar da depressão, que possui desde a infância. No mesmo ano foram morar juntas em Barueri, na Grande São Paulo, onde Monique possui um apartamento, no bairro nobre de Alphaville. Revelou em entrevistas que Cacá foi a primeira mulher com a qual se relacionou, e que sempre reprimiu sua bissexualidade porque não se aceitava, e temia a aceitação social. Sua união estável com a DJ culminou com a sua saída da religião evangélica que seguia há mais de uma década. Em 2020, Monique terminou seu relacionamento com Cacá, após cinco anos de casamento.
No mesmo ano, 2020 elas voltaram e no dia 16/05/2024 oficializaram a união em uma cerimônia luxuosa no Rio de Janeiro.

### Saúde
Em 14 de dezembro de 2011, fez um desabafo no programa Superpop, ela disse que sofre de depressão desde a infância e que as pessoas não entendem que depressão não é frescura mas sim uma doença. Também relembrou momentos difíceis que viveu, como quando curou-se de um câncer no braço em 1996.
Em outubro de 2013, ficou quinze dias internada em uma clínica psiquiátrica quando tentou mais uma vez o suicídio, ingerindo uma alta quantidade de calmantes. Nesta época foi diagnosticada com Transtorno de personalidade Borderline e Transtorno Bipolar. Após descobrir a doença mental, concedeu uma entrevista ao programa Hoje em Dia, que abordou o tema. Em entrevistas, revelou que já tentou o suicídio por diversas vezes. A primeira tentativa ocorreu ainda no início da adolescência. Revelou sentir-se constantemente insegura e que não consegue desenvolver nenhuma auto estima.
Em julho de 2014, se internou novamente, por vontade própria e justificou-se dizendo que não tomava os remédios psiquiátricos no horário certo e que sentia solidão. Levou alta da clínica após um mês internada.

## Carnaval

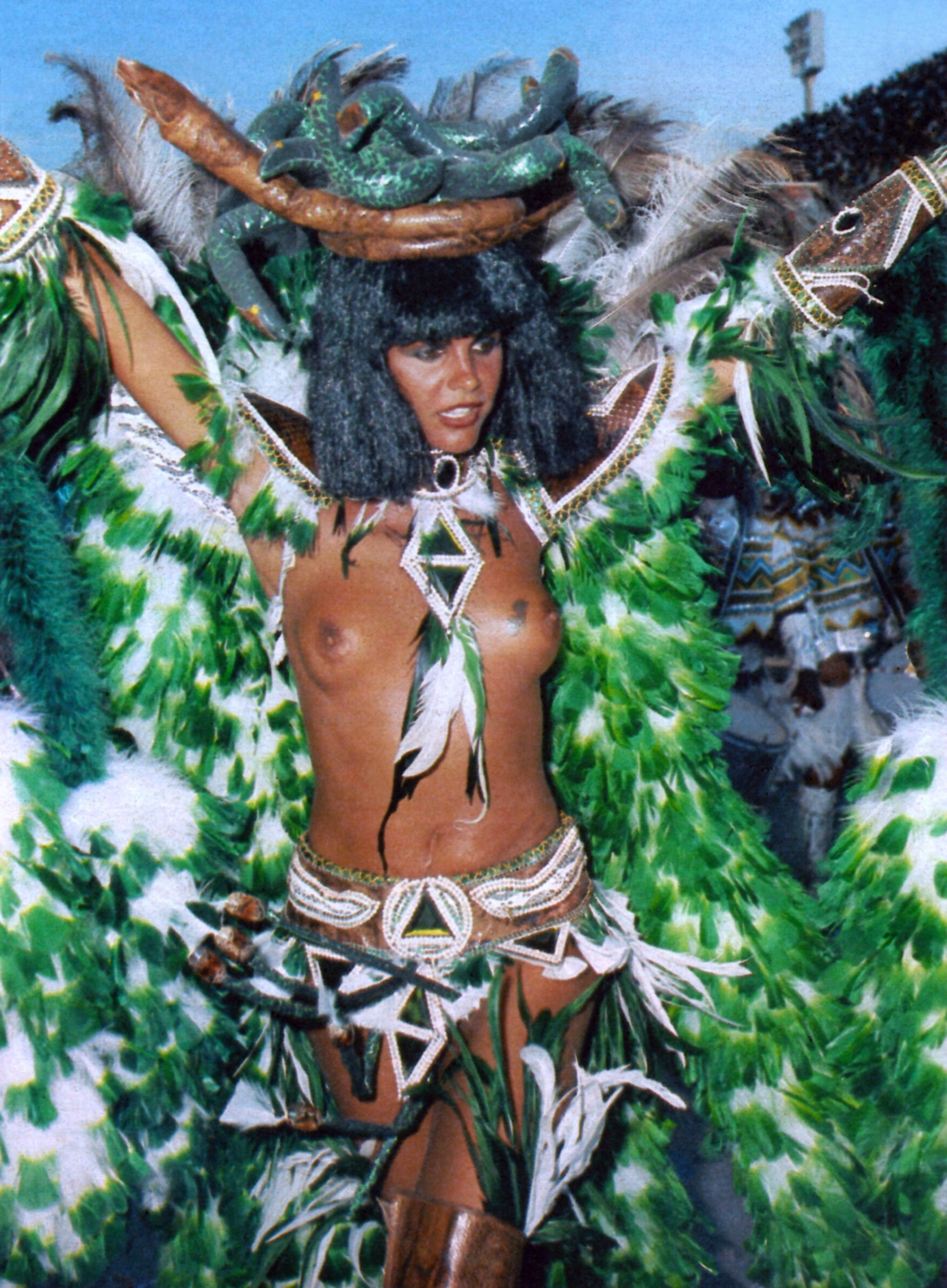
Evans no carnaval de 1987 pela Mocidade Independente de Padre Miguel

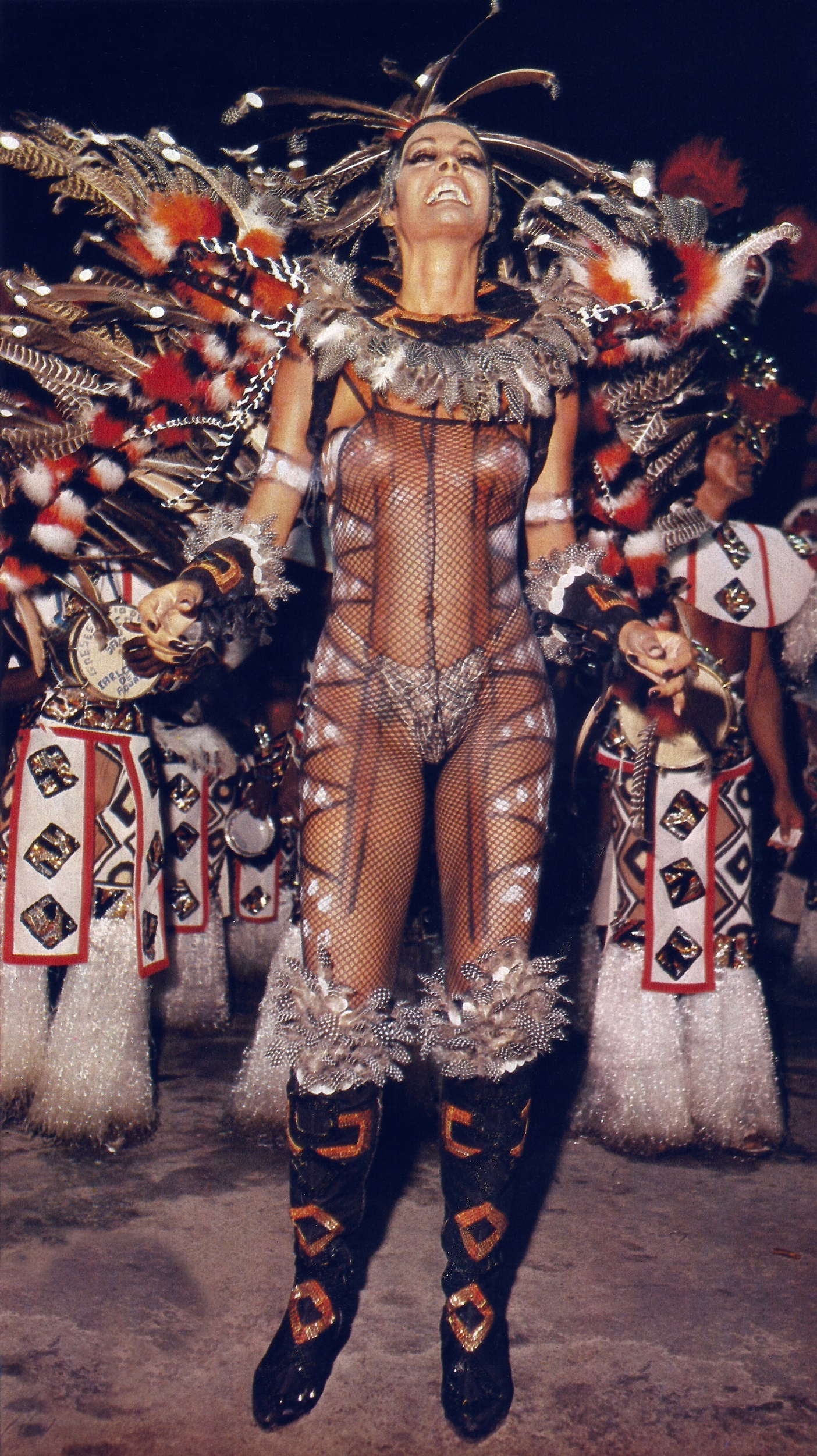
Evans pela Estácio de Sá em 1993

No dia 5 de março de 1984, Monique Evans fez sua estreia no carnaval carioca desfilando na Marquês de Sapucaí pela Mocidade. Tudo começou quando aos 28 anos comentou com Chacrinha que queria desfilar em uma escola de samba. O "Velho Guerreiro" a encaminhou para o carnavalesco Fernando Pinto, que, por sua vez, falou que era para Monique aparecer no dia do desfile levando uma sandália. Na hora, tascou na modelo um biquíni de strass e a colocou à frente da bateria junto com Adele Fátima, que estreava o cargo de "Rainha de bateria". Monique popularizou o cargo entre os anos 1985 e 1987.
Rainha de bateria
- 1984–1987: Mocidade
- 1988–1991: São Clemente
- 1992–1993: Estácio de Sá
- 1997: Acadêmicos do Grande Rio

Outros
- 1994–1996: União da Ilha do Governador (destaque de carro alegórico, porta-estandarte, destaque do abre-alas)
- 1998: Acadêmicos do Grande Rio (destaque de carro alegórico)
- 2014–2015: Mocidade (destaque de carro alegórico)[51][52][53]

## Filmografia

### Televisão
| Ano     | Programa             | Cargo / Personagem | Nota                                                                  |
| ------- | -------------------- | ------------------ | --------------------------------------------------------------------- |
| 1981    | O Amor é Nosso       | Monah              |                                                                       |
| 1983    | Domingo Bingo        | Apresentadora      |                                                                       |
| 1984    | Corpo a Corpo        | Ela mesma          | Episódio: "28 de novembro"                                            |
| 1986    | Cambalacho           | Pâmela             | Episódio: "4 de março"                                                |
| 1986    | Hipertensão          | Alaíde             |                                                                       |
| 1987–90 | Chico Anysio Show    | Shirley            |                                                                       |
| 1987–88 | Cassino do Chacrinha | Jurada             |                                                                       |
| 1991    | O Guarani            | Truíra             |                                                                       |
| 1996    | Chico Total          | Vários personagens |                                                                       |
| 1998–00 | De Noite na Cama     | Apresentadora      |                                                                       |
| 2000    | TV Fama              | Apresentadora      |                                                                       |
| 2001–04 | Noite Afora          | Apresentadora      |                                                                       |
| 2004    | Domingo Legal        | Repórter           | Quadro: "Bate Coração"                                                |
| 2005    | A Casa é Sua         | Apresentadora      |                                                                       |
| 2006–10 | TV Fama              | Repórter           |                                                                       |
| 2008    | Alice                | Sil                | Episódio: "Na Cidade de Alice" Episódio: "A Mil Quilômetros por Hora" |
| 2010    | Manhã Maior          | Repórter           |                                                                       |
| 2010    | A Fazenda            | Participante       | Temporadas 3 e 4                                                      |
| 2011    | A Fazenda            | Participante       | Temporadas 3 e 4                                                      |
| 2012    | Sexo a 3             | Repórter           |                                                                       |

### Cinema
| Ano  | Título                       | Personagem  |
| ---- | ---------------------------- | ----------- |
| 1974 | Ainda Agarro Esta Vizinha... | Silvia      |
| 1984 | Aguenta Coração              | Laura       |
| 1986 | Sexo Frágil                  | Cristina    |
| 1987 | Eu                           | Diana       |
| 1988 | Fogo e Paixão                | Helena      |
| 1990 | O Escorpião Escarlate        | Madame Ming |
| 2018 | PRO                          | Sarah       |

### Internet
| Ano  | Canal              | Nota          |
| ---- | ------------------ | ------------- |
| 2014 | TV Mocidade        | Apresentadora |
| 2016 | Monique Evans Show | Apresentadora |

## Prêmios
- Em 1987, ganhou um Troféu Imprensa na categoria Melhor Modelo de TV, referente ao ano de 1986. A modelo Luíza Brunet também recebeu o prêmio, no qual concorria igualmente a modelo Magda Cotrofe.